# L'estate (film)
L'estate è un film del 1966 diretto da Paolo Spinola ed interpretato da Enrico Maria Salerno, Nadja Tiller e Mita Medici.
La pellicola è scandita da alcuni brani di musica beat, in voga nel periodo in cui fu girata, con riferimenti al Piper Club di Roma, di cui la Medici era una frequentatrice.
Per la presenza di scene (il bagno allo sporting club) e dialoghi allora considerati "audaci", il film fu vietato ai minori di 18 anni e, paradossalmente, a Mita Medici (ancora sedicenne all'uscita del film) non fu permesso di assistere alla prima proiezione. In Finlandia, dove la visione venne vietata ai minori di 16 anni, la distribuzione si ebbe solo nel 1968.

## Trama
Sergio, esponente della borghesia del dopo-boom, è un industriale che vive separato dalla moglie e che convive con Adriana, madre di Elisa, una giovane poco più che adolescente. Il legame fra Sergio e Adriana comincia a mostrare delle crepe: più annoiato e insofferente è l'uomo, mentre la donna sembra essere più disposta a mandare avanti la relazione, sia pure stancamente.
Durante le vacanze estive, Elisa torna a casa dal collegio svizzero che frequenta e si reca in crociera in Sardegna sullo yacht di Sergio insieme alla madre. Davanti agli amici, i tre evitano di mostrare i dissapori sorti in famiglia e acuitisi proprio in occasione della vacanza; è in questo clima che Elisa riesce a sedurre Sergio e a diventarne l'amante per non perdere quanto dopo anni considerava oramai diritto acquisito.
Sergio si allontana dal gruppo con la scusa degli affari ed Elisa ne approfitta per raccontare alla madre della sua relazione con l'uomo. Adriana, sconvolta, tenta il suicidio ma, al ritorno di Sergio, richiamato subito da Elisa, non potrà che prendere atto della fine della sua relazione con il compagno, ormai invaghitosi della giovane.